# Hockey Club Pustertal-Val Pusteria 2007-2008
Questa pagina contiene i dati relativi alla stagione hockeystica 2007-2008 della società di hockey su ghiaccio HC Val Pusteria.

## Roster

### Portieri
Joaquin Gage, Dominique Ploner

### Difensori
Mike Jarmuth, Armin Hofer, Christian Willeit, Steve Gallace, Christian Mair - C

### Attaccanti
Max Oberrauch, Johan Ramstedt, Thomas Pichler, Patrick Bona - A, Philipp Platter, Matthias Marchiori, Lukas Tauber, Thomas Erlacher, Patrick Rizzo, Zdenek Sedlak, Brent Gauvreau, Felix Oberrauch

### Allenatore
Jens Hellgren